# Sedayu (Semaka)
Sedayu is een bestuurslaag in het regentschap Tanggamus van de provincie Lampung, Indonesië. Sedayu telt 2318 inwoners (volkstelling 2010).